# L'Aventure de Shoscombe Old Place
L'Aventure de Shoscombe Old Place (The Adventure of Shoscombe Old Place en version originale), est la dernière des cinquante-six nouvelles d'Arthur Conan Doyle mettant en scène le détective Sherlock Holmes. Elle est parue pour la première fois le 5 mars 1927 dans l'hebdomadaire américain Liberty, avant d'être regroupée avec d'autres nouvelles dans le recueil Les Archives de Sherlock Holmes (The Case-Book of Sherlock Holmes).

## Résumé

### Mystère initial
Au 221B Baker Street, Sherlock Holmes a reçu une lettre de John Mason, un entraîneur équestre résidant au manoir de Shoscombe Old Place. Holmes demande des informations sur les habitants du manoir à Watson car ce dernier y a eu ses « quartiers d'été » auparavant. Watson évoque sir Robert Noberton, dont John Mason est l'employé. Sir Robert est un homme qui aime le jeu et les femmes, mais dont les finances sont au plus mal. Sir Robert n'est pas le maître des lieux : Shoscombe Old Place appartient à sa sœur lady Beatrice Falder, veuve, âgée, et en mauvaise santé. De plus, lady Beatrice n'est en réalité qu'usufruitière de la demeure, qui reviendra au frère de son défunt mari lorsqu'elle décèdera.
À la suite du récit de Watson, John Mason arrive à l'appartement du détective. Mason explique qu'une course hippique va bientôt se jouer, et que sir Robert a emprunté beaucoup d'argent pour parier sur l'un de ses poulains particulièrement bien entrainé. Une victoire sauverait ses finances, dans le cas contraire la ruine serait catastrophique. Le sujet qui préoccupe John Mason est l'étrange comportement depuis une semaine de sir Robert et de lady Beatrice. Cette dernière, qui aimait particulièrement les chevaux de l'écurie, ne montre plus aucune affection pour eux, et s'est mise à boire. Quant à sir Robert, il a confisqué l'épagneul de sa sœur et l'a confié à Josiah Barnes, un aubergiste tenant son affaire à proximité du manoir. La possibilité d'une violente dispute entre le frère et la sœur est alors envisagée : peut-être lady Beatrice a-t-elle appris que sa femme de chambre, Carrie Evans, avait eu une liaison avec sir Robert. Cependant, le mystère va plus loin : Mason et le majordome Stephens ont découvert que sir Robert s'est rendu de nuit dans une crypte située au fond du parc du manoir pour y rencontrer un inconnu. Il semble de plus que, dans cette crypte, sir Robert a retiré des ossements d'un ancien cercueil pour les cacher maladroitement sous une planche. Enfin, le matin même, un morceau de fémur humain a été retrouvé dans les cendres de la chaudière centrale du manoir.

### Résolution
Holmes décide de séjourner avec Watson chez Josiah Barnes en affirmant à son hôte que lui et son ami sont férus de pêche. Holmes obtient quelques premiers renseignements grâce à Barnes. Le détective pense que sir Robert a assassiné sa sœur, puis a déplacé le corps dans la crypte avant de le faire brûler dans la chaudière. Holmes apprend que chaque matin, lady Beatrice part en promenade à bord d'une voiture décapotable. Le lendemain matin, il décide donc de promener l'épagneul de lady Beatrice confié à Barnes, et attend avec le chien devant les grilles du manoir en se cachant. Lorsque la voiture sort, Watson stoppe le véhicule pour engager une conversation anodine, ce qui permet à Holmes de lâcher le chien, qui dans un premier temps se précipite vers sa maîtresse dont le visage est invisible derrière de nombreux châles, et dans un deuxième temps commence à grogner en lui mordant la jambe. Une voix d'homme provenant de derrière les châles crie alors au conducteur de repartir en vitesse. Holmes, qui récupère le chien, sait ainsi que quelqu'un, un homme de surcroit, joue le rôle de lady Beatrice avec la complicité de sa femme de chambre qui était aussi présente à bord de la voiture.
En fin de journée, Holmes et Watson retrouvent John Mason, qui emmène les deux amis dans la crypte, profitant de l'absence temporaire de sir Robert au manoir. Mason remarque que les ossements qu'il avait découvert sous une planche ont été enlevés. L'entraîneur équestre est ensuite obligé de retourner au manoir pour accueillir sir Robert, attendu sous peu. Holmes, qui continue d'examiner les différents caveaux, trouve finalement le cercueil de plomb qui contenait les anciens ossements. Alors que le détective commence à peine à l'ouvrir, sir Robert arrive dans la crypte et surprend les deux amis dans leurs investigations. Le détective ouvre alors entièrement le cercueil, découvrant un cadavre récemment déposé. Le secret de sir Robert ayant été découvert, l'homme invite Holmes et Watson à l'accompagner au salon du manoir pour que des explications leur soient données.
Sir Robert explique que sa sœur est décédée une semaine auparavant d'une mort naturelle. Or, lady Beatrice n'étant qu'usufruitière, l'annonce de sa mort aurait eu pour conséquence la récupération de tous les biens du domaine, y compris les chevaux, par le nouveau propriétaire, Sam Brewer, qui aurait eu plaisir à empêcher la course du poulain de sir Robert du fait que les deux hommes étaient en très mauvais termes. Sir Robert a donc décidé de cacher temporairement le corps de sa sœur dans un ancien cercueil familial après avoir retiré les ossements qui s'y trouvaient et qui ont ensuite été brûlés dans la chaudière. La femme de chambre, complice, a permis que son mari, M. Norlett (« l'inconnu » vu par Mason et Stephens), se fasse passer pour lady Beatrice en dissimulant soigneusement son visage, pour que tout le personnel du manoir et les gens des environs ne se doutent pas que la vieille femme était décédée. L'épagneul a dû être éloigné à cause de ses aboiements incessants.
Holmes, tout en estimant que l'attitude de sir Robert est immorale, décide de repartir sans alerter la police. L'épilogue de la nouvelle apprend au lecteur que le cheval de sir Robert a finalement gagné la course, permettant à son maître de gagner 80 000 £, et ainsi de vivre paisiblement après avoir remboursé ses dettes. La déclaration tardive de la mort de lady Beatrice lui a causé un léger blâme des autorités locales, sans conséquences.

### «Untold stories»
La nouvelle débute par l'observation d'un échantillon de colle au microscope par Holmes. Ce dernier explique que cette observation est décisive dans l'« affaire de Saint Pancras », qui est une histoire inédite.

## Adaptations
La nouvelle a été adaptée en 1991 dans la série télévisée Sherlock Holmes, avec Jeremy Brett dans le rôle de Holmes et Edward Hardwicke dans le rôle de Watson. L'épisode, intitulé Le Mystère de Shoscombe, est le troisième de la troisième saison intitulée Les Archives de Sherlock Holmes. L'adaptation est fidèle à la nouvelle d'origine, à l'exception de plusieurs séquences fortement modifiées. Dans cette adaptation, Sam Brewer est déclaré disparu, ce qui fait penser de prime abord à Holmes et Watson que l'os retrouvé dans la chaudière doit appartenir à cet ennemi intime de sir Robert. De plus, la stratégie de lancer le chien sur la voiture échoue : le chien ne parvient pas à atteindre la voiture avant que Carrie Evans (et non M. Norlett) crie de redémarrer. L'usurpation d'identité de lady Beatrice par un homme n'est donc pas immédiatement révélée. La modification majeure tient dans le fait que Holmes parvient à s'introduire dans le manoir pendant que Watson occupe le majordome. Le détective trouve dans la chaudière un objet comportant les initiales « S.B. », renforçant momentanément l'hypothèse que le corps de Sam Brewer a été brûlé. Il parvient par ailleurs à entrer dans la chambre de lady Beatrice (partie en promenade comme chaque matin) et prélève des cheveux sur une brosse : une analyse ultérieure permet de révéler que ces cheveux sont teints, et met Holmes sur la piste d'une usurpation d'identité de lady Beatrice. L'usurpateur se révèle être Joe Barnes (joué par Jude Law, alors débutant dans le métier d'acteur), le fils de Josiah Barnes, et non M. Norlett.

## Livre audio en français
- Arthur Conan Doyle, Shoscombe Old Place [« The Adventure of Shoscombe Old Place »], Paris, La Compagnie du Savoir, coll. « Les enquêtes de Sherlock Holmes », 2011 (EAN 3760002133973, BNF 42478522)Narrateur : Cyril Deguillen ; support : 1 disque compact audio ; durée : 40 min environ ; référence éditeur : La Compagnie du Savoir CDS116. Le nom du traducteur n'est pas indiqué.